# ウロシュ・プレディッチ
ウロシュ・プレディッチ （Uroš Predić、セルビア語表記：Урош Предић、1857年12月7日 - 1953年2月12日)はセルビアの写実主義の画家である。

## 略歴
セルビア北部バナト地方のOrlovatに生まれた。パンチェヴォの高校を卒業した後、1876年にウィーンに出て、ウィーン美術アカデミーに入学した。アカデミーではクリスチャン・グリーペンカールのクラスで学び、同じ、セルビアの学生パジャ・ヨバノビッチ（1859–1957)もほぼ同じ時期に学んでいた。在学中に男性人物画に与えられる賞、グンデル賞を受賞した。卒業後、1882年に教授のグリーペンカールの工房で働き、1883年から1885年の間はアカデミーで助手を務め、教授と有名な建築家、テオフィル・フォン・ハンセンの下でウィーンの帝国議事堂に壁画を描いた。
1885年に故郷に戻り、近在の村人を題材にした一連の作品を描いた。1886年から1889年の間はベルグラード、1890年から1893年はノヴィ・サドとベチェイ、1894年から1909年は故郷に戻るなどセルビア各地で働いた後、1909年から没するまでベルグラードで暮らした。1888年にベルグラードで最初に展覧会を開き、1889年のパリ万国博覧会の展覧会にセルビアを代表して出展した。万国博覧会での批評家の評価は必ずしも高くなかったが、セルビアでは有名となった。その後、セルビアや国外で展覧会を開いた。肖像画や宗教画も描くようになった。
1909年にセルビア美術院の準会員となり1910年に正会員となった。

## 作品

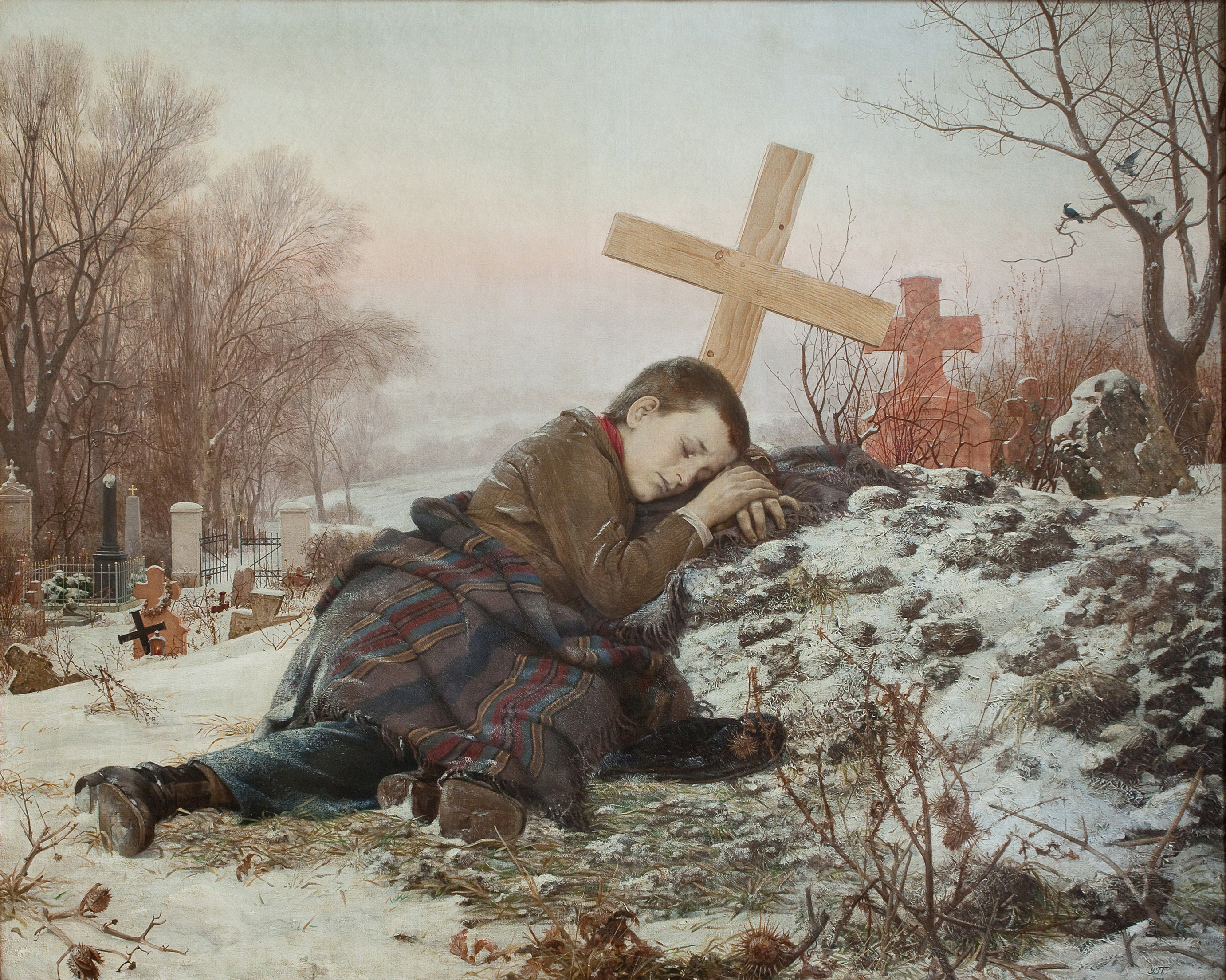
「母親の墓の前の孤児」
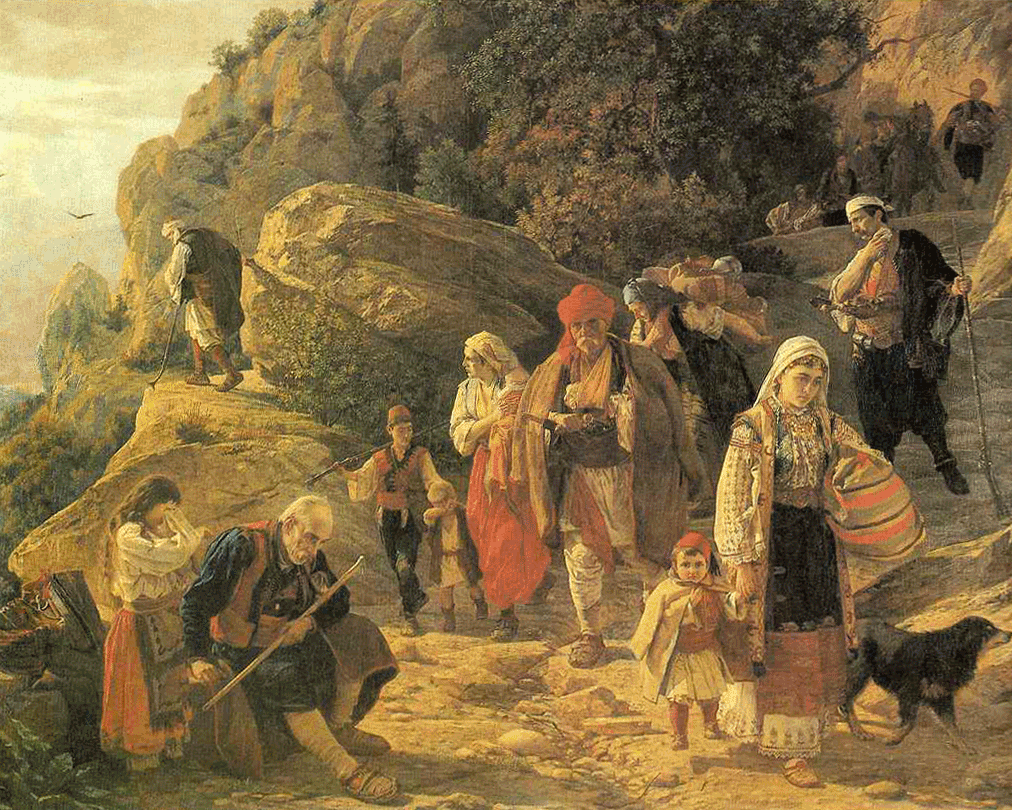
「ヘルツェゴビナの難民」
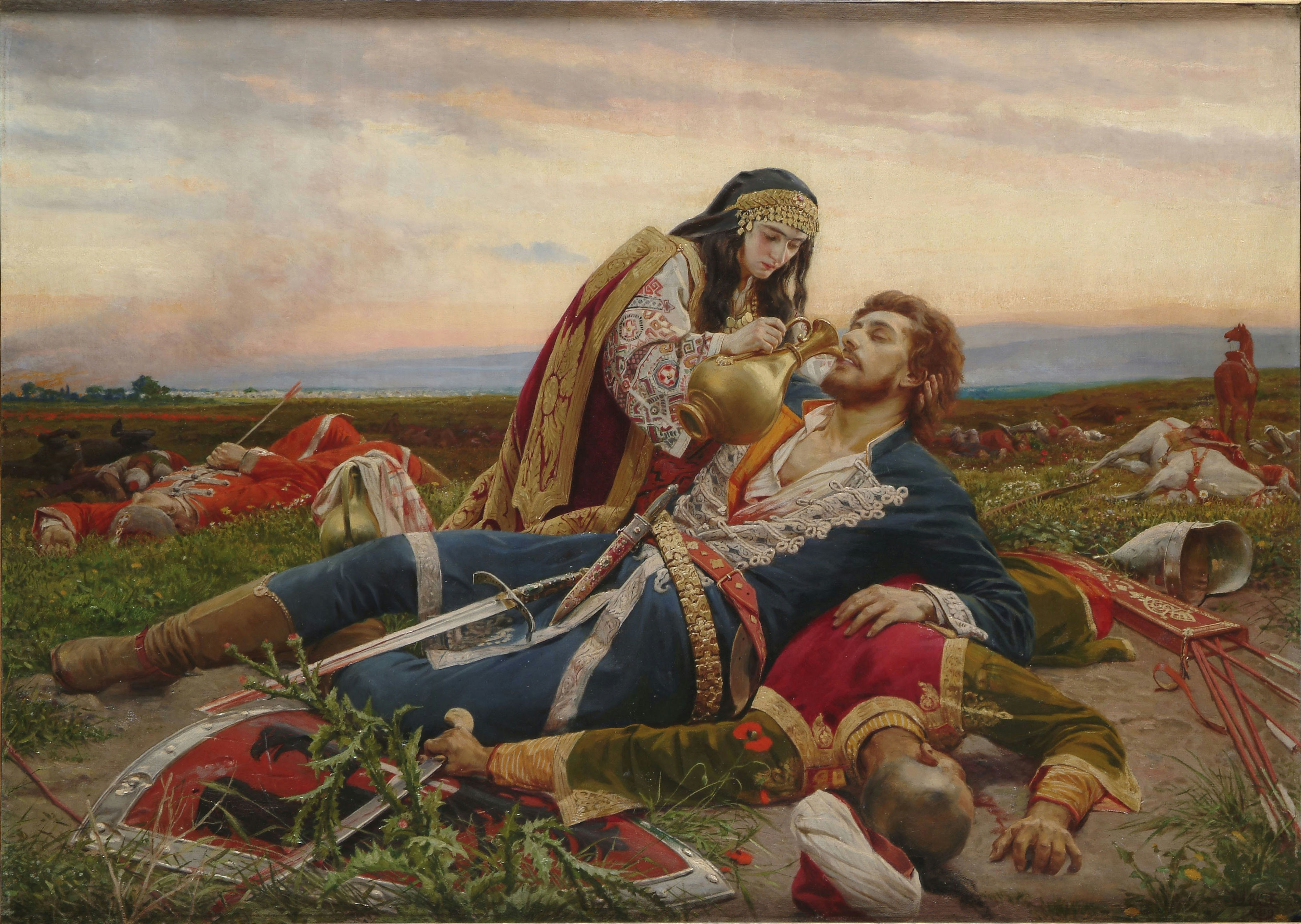
「コソヴォの娘」

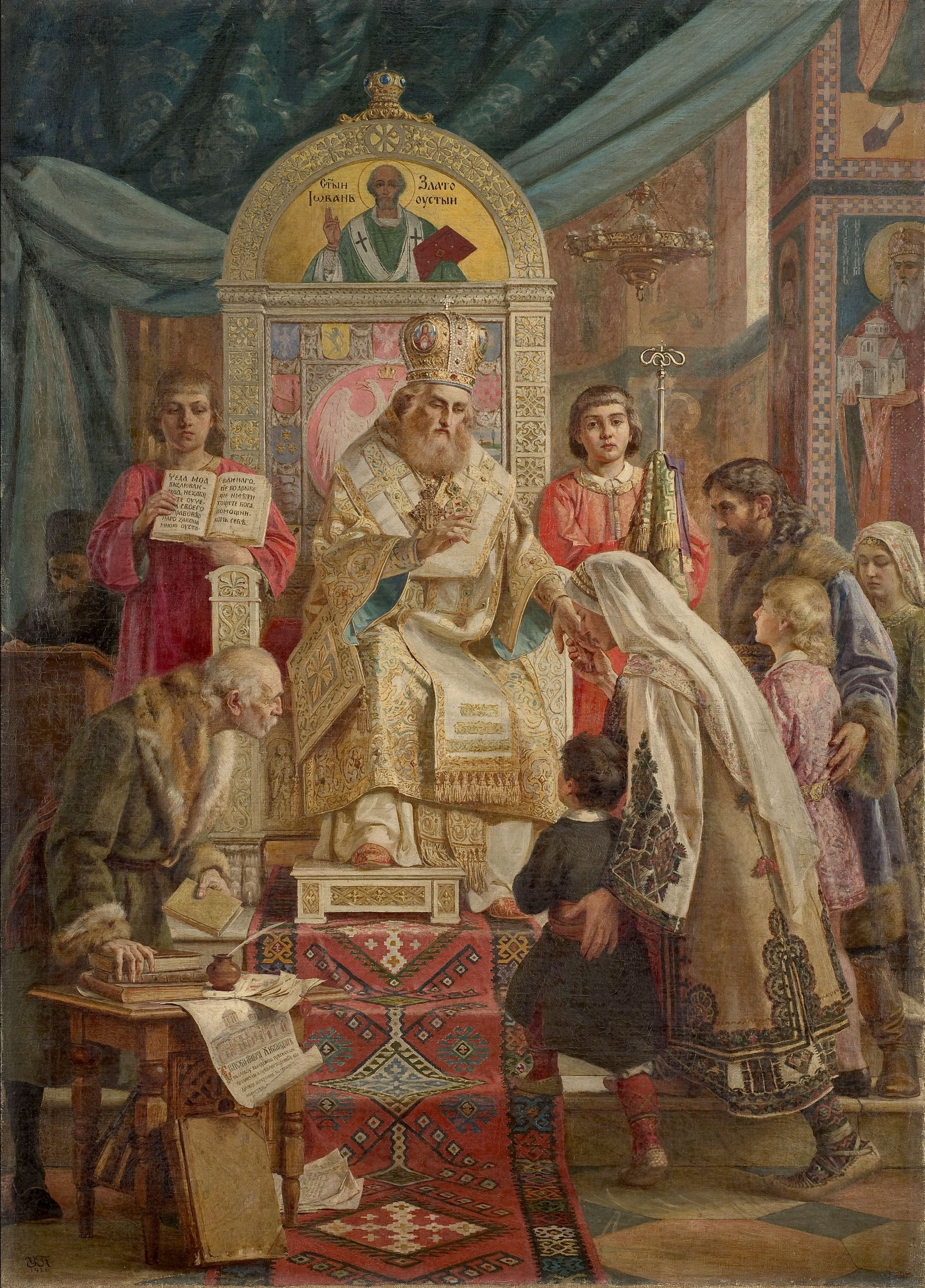
St. Sava blesses Srčad
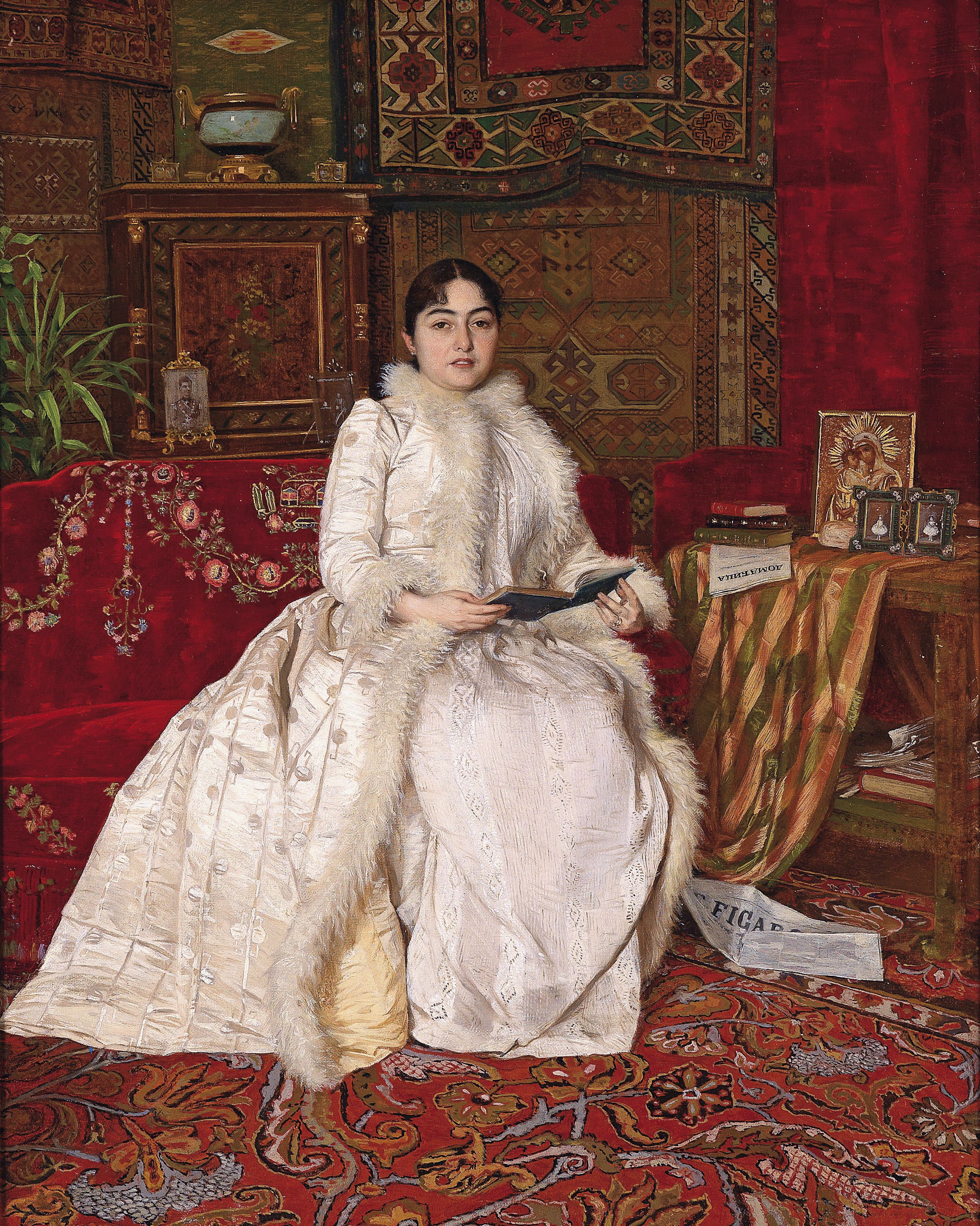
Natalija Obrenović-セルビア王女
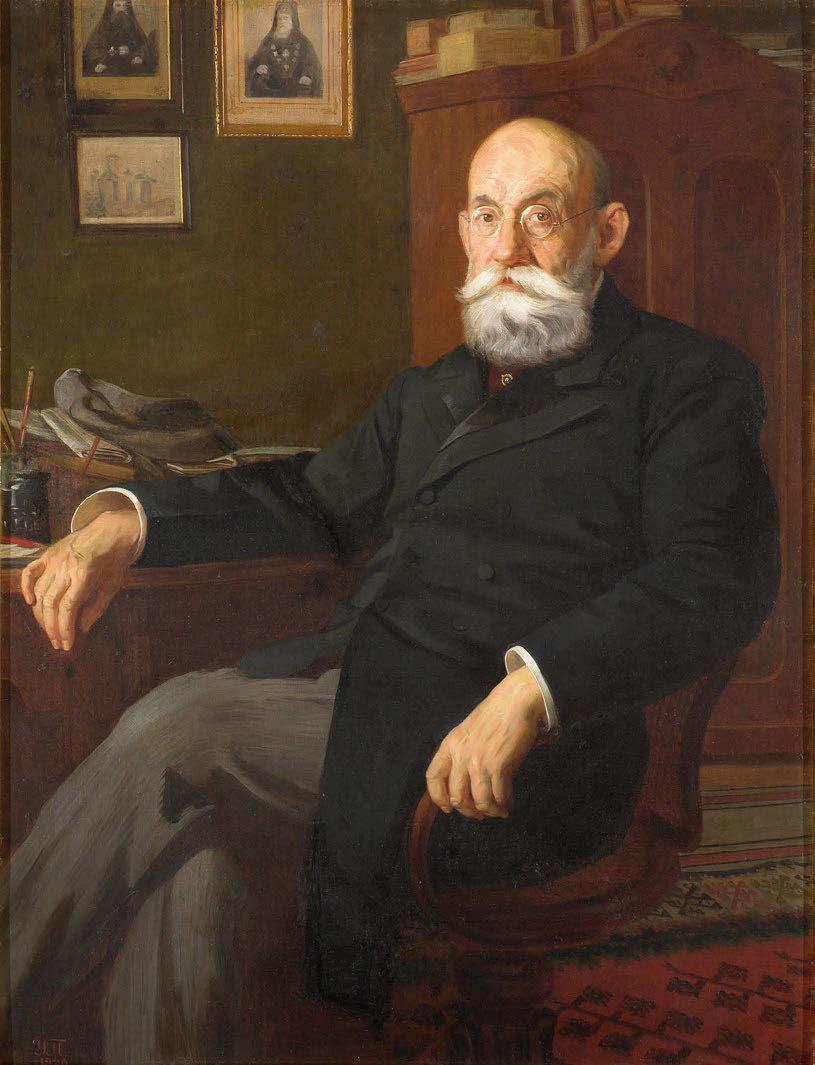
Stojan Novaković-学者
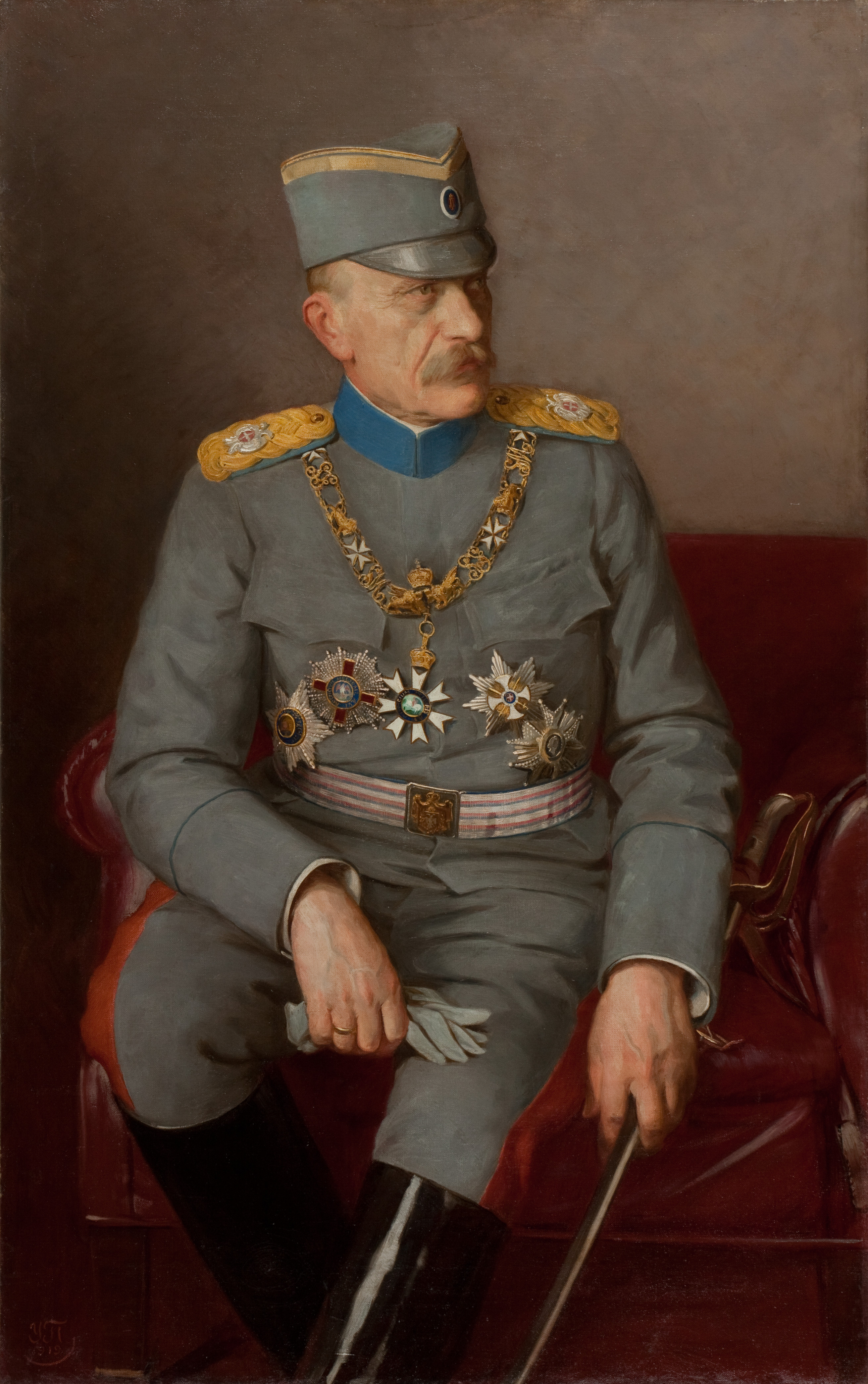
ジヴォイン・ミシッチ - 軍人